# Juan de Cherchemont
Juan de Cherchemont o Cerchemont, señor de Venours, nacido en fecha desconocida en Ménigoute y fallecido el 25 de octubre de 1328, fue el canciller de tres reyes de Francia sucesivos: Felipe V el Largo, Carlos IV el Hermoso y Felipe VI de Valois.

## Biografía
Cherchemont fue un clérigo originario de Poitou que ejerció numerosas funciones dentro de su provincia natal. Destacó como decano del cabildo de la catedral de Poitiers. Unos años más tarde fundó una iglesia colegial en Ménigoute, su pueblo natal.
Entró al servicio del rey, fue miembro de la Gran cámara del parlamento de París en 1316, siendo aún verosímilmente canónigo de Notre-Dame de París.
Cherchemont se convierte en la misma época en canciller de Carlos de Valois, el príncipe más influyente del reino después del rey. Desempeñó diversas misiones para él, especialmente una embajada en Aviñón ante el papa Juan XXII.
Gracias a la confirmación de su maestro, Cherchemont fue nombrado en enero de 1321 canciller de Francia por el rey Felipe V. El favor real no le duró mucho tiempo, pues a la muerte de Felipe V menos de un año más tarde, su hermano y sucesor Carlos IV lo reemplazó por su propio canciller, Pierre Rodier. Mientras tanto Cherchemont dejó de estar en desgracia y volvió al favor del rey, gracias a la protección de Carlos de Valois. Este último lo envía en julio de 1323 a Inglaterra, a fin de negociar el matrimonio del conde de Chester, futuro Eduardo III, con su hija María de Valois.
En 1323, el canciller Rodier fue nombrado obispo de Carcasona y dejó su puesto. Carlos IV, muy influido por su tío Valois, decidió devolverle el cancillerazgo a Cherchemont el 19 de noviembre de 1323. Esta vez él conservó su puesto durante toda la duración del reino, incluso después de la muerte del conde de Valois en 1325. Ese año, Cherchemont firma la paz entre Francia e Inglaterra tras la guerra de Saint-Sardos.
En 1328, el canciller de Cherchemont sostuvo las pretensiones al trono de Francia de Felipe de Valois, hijo de su antiguo protector. Esta fidelidad le permitió conservar sus funciones durante la regencia, y después del acceso al trono de aquel. En el curso de este su último cancillerazgo, no dejó de acompañar al rey en sus desplazamientos, en particular en su campaña contra la revuelta campesina de Flandes.
Poco después de su regreso a París, el canciller partió para Ménigoute pero muere en camino el 25 de octubre de 1328.
Su sobrino Juan fue obispo de Amiens de 1325 a 1373.